# 13. ваздушно-десантска дивизија
13. ваздушно-десантска дивизија је била падобранска формација Армије САД током Другог светског рата, којом је командовао генерал-мојор Елриџ Чепмен.